# Lotus Evora
Lotus Evora — спортивный автомобиль производства британского автопроизводителя Lotus. Автомобиль был разработан в рамках проекта Project Eagle и был показан как Эвора 22 июля 2008 года на Британском Международном Автосалоне.
23 декабря 2021 года стало известно, что Lotus Evora снимается с производства, вместе с 2-я другими моделями компании – Exige и Elise.

## Появление
Lotus Evora основан на первой полностью новой платформе от Lotus Cars с момента появления Lotus Elise в 1995 году (Exige, представленный в 2000 году, и в 2006 году Europa S являются производными Elise). Эвора является первым из трех автомобилей, построенных на той же платформе; остальные две машины появятся в продаже в 2011 году.

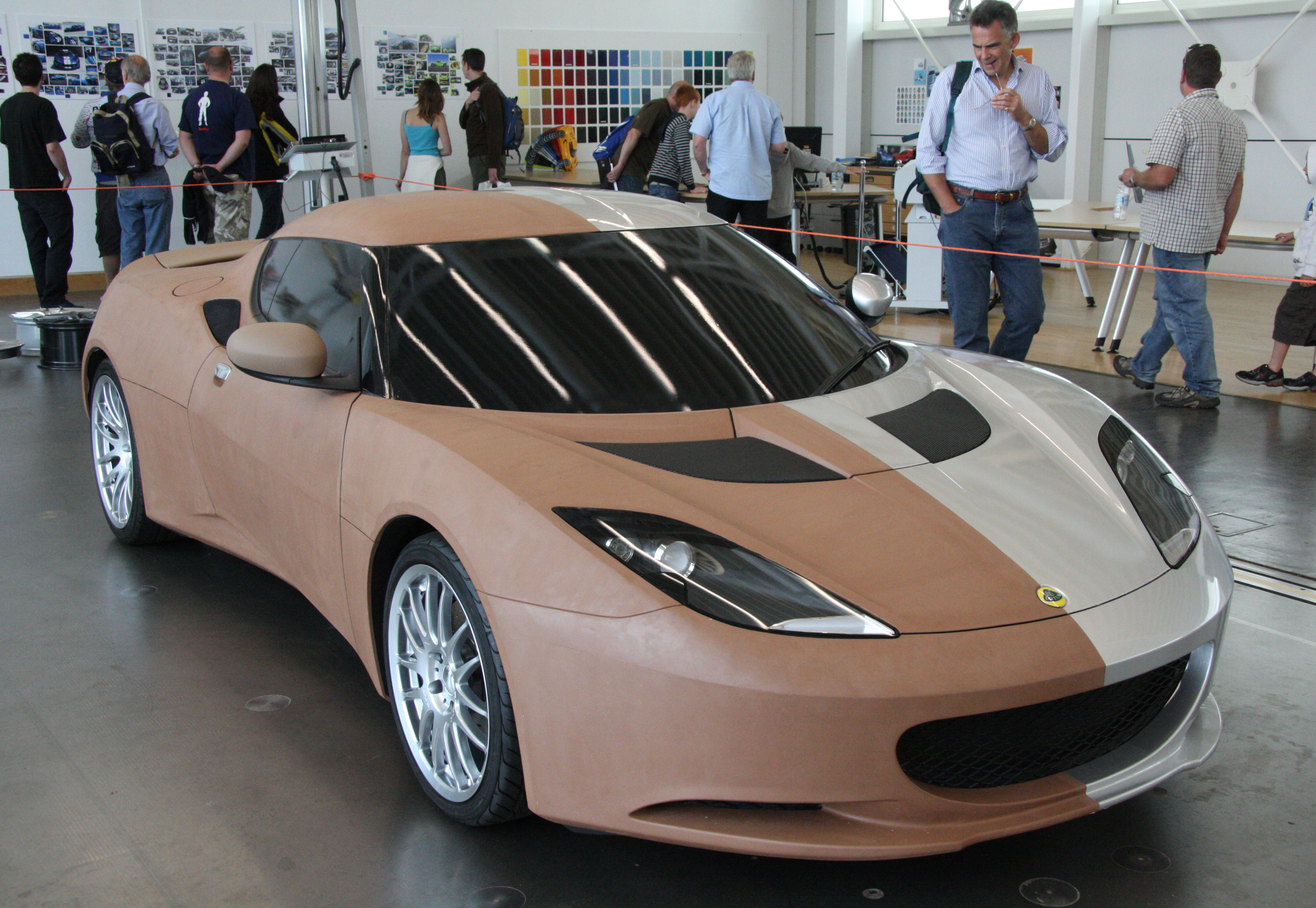
Lotus Evora из глины.

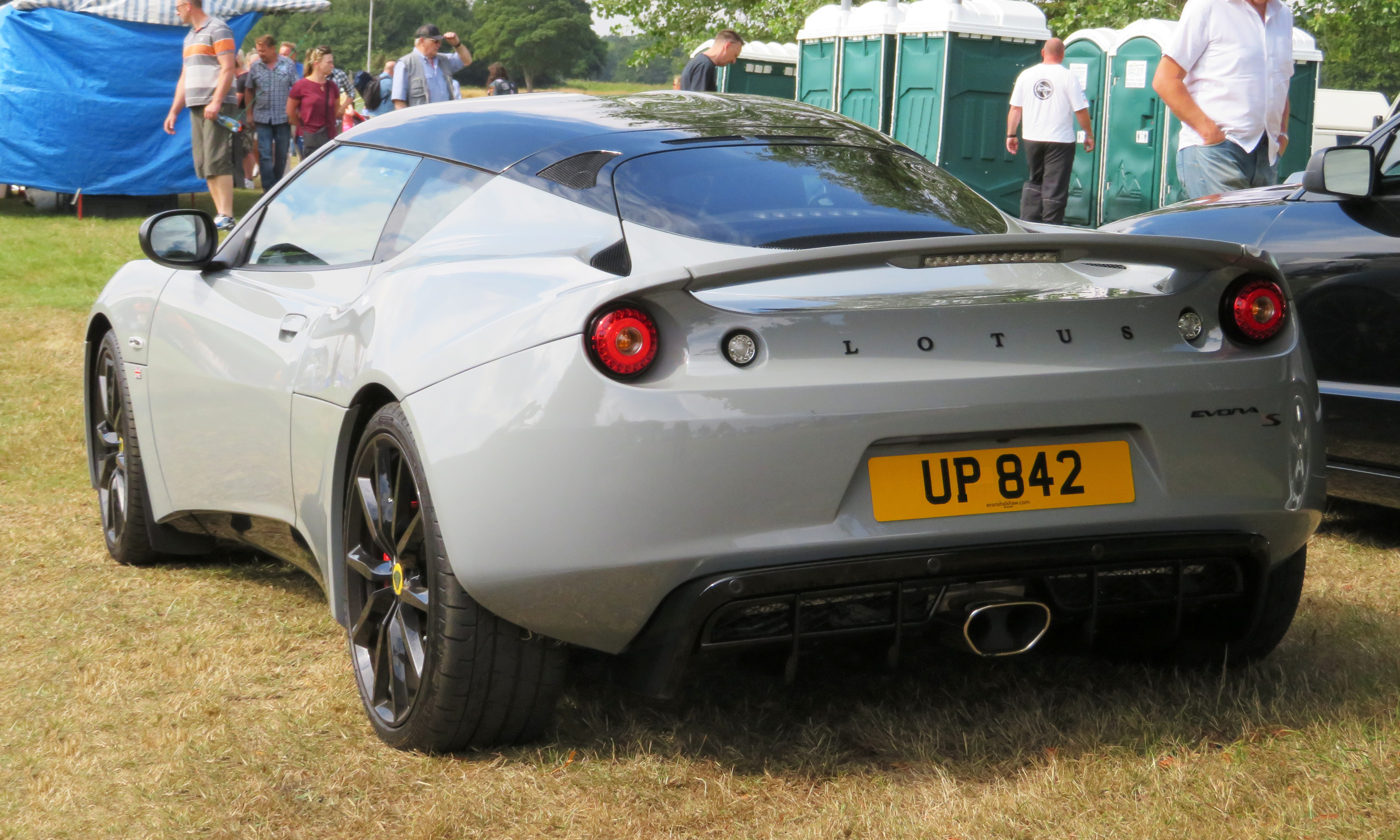

Эвора является первым продуктом из пятилетнего плана, начавшегося в 2006 году для расширения линейки автомобилей Lotus, созданного с целью сделать Эвора несколько более практичным и популярным автомобилем. Он больше, чем последние модели — Lotus Elise и его производные (Exige, Europa S, и т. д.), по оценкам снаряженная масса составляет 1350 кг. В настоящее время Эвора продается только в версии 2+2, хотя было объявлено, что он также будет предлагаться в двухместной конфигурации, именуемой «Plus Zero». Кроме того, это единственное купе с конфигурацией 2+2 среди машин с средне-расположенными двигателями в продаже. Интерьер сделали больше, чтобы в автомобиле могли уместиться длинные люди, такие как генеральный директор Lotus Майк Кимберли. Кузов автомобиля — модульный лёгкий, из алюминия, рулевое управление — с гидроусилителем, а подвеска — алюминиевая двойная на поперечных рычагах, с амортизаторами Bilstein и коаксиальными пружинами Eibach.
Багажник с охлаждением позади двигателя достаточно велик, чтобы поместить набор клюшек для гольфа, хотя глава Lotus Design Рассел Карр отрицает, что это было сделано намеренно. Evora намерен конкурировать с различными автомобилями, включая Porsche Cayman.

## Имя
Название «Эвора» продолжает традицию Lotus начинать названия моделей с «Е». Название происходит от слов эволюция, мода и аура (evolution, vogue, и aura соответственно). Другими рассмотренными названиями были Орёл, Эксайра (город в Айове, США) и Этос (Eagle, Exira и Ethos соответственно); Exira было отклонено, поскольку считалось, что оно не достаточно хорошо, а два других — потому что им будет трудно претендовать на Lotus в качестве товарного знака. Название «Эвора» созвучно с Эвора — имя португальского города под всемирным наследием ЮНЕСКО.

## Продажи
Продажи начались летом 2009 года. Объём продаж составляет 2000 автомобилей в год, при этом цены от 45 000£ до чуть более 50 000£.

## Награды
12 августа 2009 года, британский автомобильный журнал Autocar назвали Evora лучшим британским автомобилем для водителя-2009.

## Отзывы
Автомобиль был рассмотрен ведущим британского автомобильного телешоу Top Gear Джереми Кларксоном. Обзор был в целом положительным. Кларксон считает, что на задних сиденьях не хватает места для ног, интерьер дешев, а спутниковая навигация не оптимальна. При этом он был очень доволен производительностью, управляемостью и комфортом.
Эвора также выиграл «Автомобиль Года 2009» от журналов EVO и «Производительность автомобиля-2009» от автомобильных журналов.

## Автоспорт
На Женевском автосалоне-2011 Lotus объявил о концепте Evora Enduro GT, как последователя гоночных автомобилей Type 124 и GT4. Lotus стремится ввести автомобиль в категорию GT3 в середине 2011 года, с 450-сильным V8, поставляемого Toyota.
Lotus ввёл две Evora в 24 часа Ле-Мана 2011, которые были проведены командой Jetalliance Racing. Несмотря на проблемы с перегревом во время практики и квалификации, машина № 65 закончила двадцать второй общей, завершив 295 кругов, в то время как машина № 64 вышла после 126 кругов.
Кроме того, в 2011 году Lotus заявили, что готовят модификацию Evora S, раскрашенную подобно машинам Lotus Renault Формулы-1.